# Вилистая
Вилистая — упразднённый посёлок в Партизанском районе Красноярского края России в составе Минского сельсовета. Упразднён в 2005 году.

## География
Находился у одноимённого остановочного пункта Красноярской железной дороги, на правом берегу реки Мана в месте впадения в неё реки Большой Шир, в 16 км к юго-западу от села Вершино-Рыбное.

### Климат
Климат умеренно холодный, континентальный. Вегетационный период продолжается, в среднем, 135 дней-148 дней, а безморозный в среднем 96 дней, с колебаниями в отдельные годы от 105 до 79 дней. Устойчивый снежный покров лежит более пяти месяцев (в среднем с первой декады ноября до конца апреля). Средняя высота снежного покрова под пологом составляет 56 см, на открытых участках — 19 см. Среднегодовое количество осадков 375 мм. Средняя температура воздуха за год −0,9°С.

## История
Распоряжением губернатора Красноярского края от 15 февраля 2005 года № 247-р посёлок исключен из учётных данных.

## Население
Постоянное население в 2002 году отсутствовало.